# Yannis Philippakis
Yannis Philippakis (1986. április 23. –) az indie rockot játszó brit Foals frontembere és gitárosa.

## Fiatalkora
Görög édesapától és Dél-afrikából bevándorló, ukrán zsidó édesanyától (Renee Hirschon), származik. Philippakis édesanyjával ötéves korában hagyta el Görögországot. Görög ortodox vallásúként nevelkedett.

## Taníttatása
Philippakis először az oxfordi Magdalena College-ben tanult, majd angol irodalom területén képezte tovább magát a St. Johns College-ban. Még a fokozat megszerzése előtt kiesett a képzésből.

## Pályafutása

### Zenei

#### A Foals-nál
Philippakis 2005-ben alapította meg a Foals-t régi barátjával és a korábbi Youthmovies frontemberével, Andrew Mears-zel, miután korábbi együttese, a The Edmund Fitzgerald felbomlott.  Ebben szerepelt a Foals dobosa, Jack Bevan is.

#### Egyéb zenei projektek
A BBC6-nak adott egyik interjújában azt mondta, szeretne egy beates balettot írni.
Yannis volt a  Trophy Wife 2011-es "Wolf" című kislemezének a producere.

### Egyéb
Színészként szerepel Marguerite Duras Moderato Cantabile című könyvének megfilmesítésében, melyet Alexander Zeldin rendezett.

## Televíziós szereplései

### Egyénileg
- Never Mind the Buzzcocks

### A Foals-zal
- Later... with Jools Holland
- Skins
- The Culture Show
- T-Mobile's Transmission
- The Album Chart Show
- Barclaycard Mercury Prize Sessions
- Live from Abbey Road
- The Late Show with Stephen Colbert

## Albumai
- Antidotes (2008)
- Total Life Forever (2010)
- Holy Fire (2013)
- What Went Down (2015)
- Everything Not Saved Will Be Lost – Part 1 (2019)
- Everything Not Saved Will Be Lost – Part 2 (2019)
- Life Is Yours (2022)